# Vadim Musayev
Vadim Musáyev –en ruso, Вадим Мусаев– (3 de enero de 1993) es un deportista ruso que compite en boxeo. Ganó una medalla de plata en el Campeonato Mundial de Boxeo Aficionado de 2021, en la categoría de 71 kg.

## Palmarés internacional
| Campeonato Mundial | Campeonato Mundial | Campeonato Mundial | Campeonato Mundial |
| Año                | Lugar              | Medalla            | Categoría          |
| ------------------ | ------------------ | ------------------ | ------------------ |
| 2021               | Belgrado (Serbia)  | Medalla de plata   | 71 kg              |